# Benedikt Sigurðsson Gröndal
Benedikt Sigurðsson Gröndal (7 de juliol de 1924 – 20 de juliol de 2010) va ser un polític islandès, primer ministre del seu país entre el 15 d'octubre de 1979 i el 8 de febrer de 1980.